# Echipa națională de fotbal a Columbiei
Echipa națională de fotbal a Columbiei reprezintă Columbia în competițiile internaționale de fotbal și este controlată de Federația Columbiană de Fotbal. De asemenea este membru a CONMEBOL. Au câștigat o dată Copa America în 2001, ei fiind gazda. Au terminat pe locul doi în Copa America 1975 când a câștigat Peru și în 2024 când au pierdut finala în fața Argentinei.

## Campionatul Mondial
| Anul        | Runda            | Poziția          | MJ               | V                | E*               | Î                | GM               | GP               |
| ----------- | ---------------- | ---------------- | ---------------- | ---------------- | ---------------- | ---------------- | ---------------- | ---------------- |
| 1930 - 1954 | Nu a participat  | Nu a participat  | Nu a participat  | Nu a participat  | Nu a participat  | Nu a participat  | Nu a participat  | Nu a participat  |
| 1958        | Nu s-a calificat | Nu s-a calificat | Nu s-a calificat | Nu s-a calificat | Nu s-a calificat | Nu s-a calificat | Nu s-a calificat | Nu s-a calificat |
| 1962        | Faza grupelor    | 14               | 3                | 0                | 1                | 2                | 5                | 11               |
| 1966 - 1986 | Nu s-a calificat | Nu s-a calificat | Nu s-a calificat | Nu s-a calificat | Nu s-a calificat | Nu s-a calificat | Nu s-a calificat | Nu s-a calificat |
| 1990        | Optimi           | 14               | 4                | 1                | 1                | 2                | 4                | 4                |
| 1994        | Faza grupelor    | 19               | 3                | 1                | 0                | 2                | 4                | 5                |
| 1998        | Faza grupelor    | 21               | 3                | 1                | 0                | 2                | 1                | 3                |
| 2002 - 2010 | Nu s-a calificat | Nu s-a calificat | Nu s-a calificat | Nu s-a calificat | Nu s-a calificat | Nu s-a calificat | Nu s-a calificat | Nu s-a calificat |
| 2014        | Sferturi         | 5                | 5                | 4                | 0                | 1                | 12               | 4                |
| 2018        | Optimi           | 9                | 4                | 2                | 1                | 1                | 6                | 3                |
| 2022        | Nu s-a calificat | Nu s-a calificat | Nu s-a calificat | Nu s-a calificat | Nu s-a calificat | Nu s-a calificat | Nu s-a calificat | Nu s-a calificat |
| Total       | 6/20             |                  | 22               | 9                | 3                | 10               | 32               | 30               |

| Rezultate la Campionatul Mondial | Rezultate la Campionatul Mondial | Rezultate la Campionatul Mondial          | Rezultate la Campionatul Mondial |
| Anul                             | Runda                            | Scor                                      | Rezultat                         |
| -------------------------------- | -------------------------------- | ----------------------------------------- | -------------------------------- |
| 1962                             | Faza Grupelor                    | Columbia 1 – 2 Uruguay                    | Înfrângere                       |
| 1962                             | Faza Grupelor                    | Columbia 4 – 4 Uniunea Sovietică          | Egal                             |
| 1962                             | Faza Grupelor                    | Columbia 0 – 5 Iugoslavia                 | Înfrângere                       |
| 1990                             | Faza Grupelor                    | Columbia 2 – 0 Emiratele Arabe Unite      | Victorie                         |
| 1990                             | Faza Grupelor                    | Columbia 0 – 1 Iugoslavia                 | Înfrângere                       |
| 1990                             | Faza Grupelor                    | Columbia 1 – 1 Germania                   | Egal                             |
| 1990                             | Optimi                           | Columbia 1 – 2 Camerun                    | Înfrângere                       |
| 1994                             | Faza Grupelor                    | Columbia 1 – 3 România                    | Înfrângere                       |
| 1994                             | Faza Grupelor                    | Columbia 1 – 2 Statele Unite ale Americii | Înfrângere                       |
| 1994                             | Faza Grupelor                    | Columbia 2 – 0 Elveția                    | Victorie                         |
| 1998                             | Faza Grupelor                    | Columbia 0 – 1 România                    | Înfrângere                       |
| 1998                             | Faza Grupelor                    | Columbia 1 – 0 Tunisia                    | Victorie                         |
| 1998                             | Faza Grupelor                    | Columbia 0 – 2 Anglia                     | Înfrângere                       |
| 2014                             | Faza Grupelor                    | Columbia 3 – 0 Grecia                     | Victorie                         |
| 2014                             | Faza Grupelor                    | Columbia 2 – 1 Coasta de Fildeș           | Victorie                         |
| 2014                             | Faza Grupelor                    | Columbia 4 – 1 Japonia                    | Victorie                         |
| 2014                             | Optimi                           | Columbia 2 – 0 Uruguay                    | Victorie                         |
| 2014                             | Sferturi                         | Columbia 1 – 2 Brazilia                   | Înfrângere                       |
| 2018                             | Faza Grupelor                    | Columbia 1 – 2 Japonia                    | Înfrângere                       |
| 2018                             | Faza Grupelor                    | Columbia 3 – 0 Polonia                    | Victorie                         |
| 2018                             | Faza Grupelor                    | Columbia 1 – 0 Senegal                    | Victorie                         |
| 2018                             | Optimi                           | Columbia 1 – 1 Anglia                     | Egal                             |
| 2018                             | Optimi                           | Columbia 3 – 4 Anglia                     | Penalti                          |

## Meciuri - întâlniri directe
| Naționala | Meciuri | Victorie | Egal | Înfrângere                 | Adversar  |
| --------- | ------- | -------- | ---- | -------------------------- | --------- |
| Columbia  |         |          |      |                            |           |
| 2         | 0       | 1        | 1    | Anglia                     |           |
| 2         | 0       | 0        | 2    | Iugoslavia                 |           |
| 2         | 1       | 0        | 1    | Japonia                    |           |
| 2         | 0       | 0        | 2    | România                    |           |
| 2         | 1       | 0        | 1    | Uruguay                    |           |
| 1         | 0       | 0        | 1    | Brazilia                   |           |
| 1         | 0       | 0        | 1    | Camerun                    |           |
| 1         | 1       | 0        | 0    | Coasta de Fildeș           |           |
| 1         | 1       | 0        | 0    | Elveția                    |           |
| 1         | 1       | 0        | 0    | Emiratele Arabe Unite      |           |
| 1         | 0       | 1        | 0    | Germania                   |           |
| 1         | 1       | 0        | 0    | Grecia                     |           |
| 1         | 1       | 0        | 0    | Polonia                    |           |
| 1         | 1       | 0        | 0    | Senegal                    |           |
| 1         | 0       | 0        | 1    | Statele Unite ale Americii |           |
| 1         | 1       | 0        | 0    | Tunisia                    |           |
| 1         | 0       | 1        | 0    | Uniunea Sovietică          |           |
| Total     | 22      | 9        | 3    | 10                         | 17 echipe |

## Cupa Confederațiilor
| Cupa Confederațiilor FIFA | Cupa Confederațiilor FIFA | Cupa Confederațiilor FIFA | Cupa Confederațiilor FIFA | Cupa Confederațiilor FIFA | Cupa Confederațiilor FIFA | Cupa Confederațiilor FIFA | Cupa Confederațiilor FIFA | Cupa Confederațiilor FIFA |
| Anul                      | Runda                     | Poziția                   | MJ                        | V                         | E*                        | Î                         | GM                        | GP                        |
| ------------------------- | ------------------------- | ------------------------- | ------------------------- | ------------------------- | ------------------------- | ------------------------- | ------------------------- | ------------------------- |
| 1992 până la 2001         | Nu s-a calificat          | -                         | -                         | -                         | -                         | -                         | -                         |                           |
| 2003                      | Locul patru               | 4                         | 5                         | 2                         | 0                         | 3                         | 5                         | 4                         |
| 2005 până la 2009         | Nu s-a calificat          | -                         | -                         | -                         | -                         | -                         | -                         |                           |
| Total                     | 1/10                      |                           | 5                         | 2                         | 0                         | 3                         | 5                         | 4                         |

## Copa América
| 1916 | Nu a participat | 1939 | Nu a participat | 1967 | Nu s-a calificat   | 2011 | Sferturi de finală |
| 1917 | Nu a participat | 1941 | Nu a participat | 1975 | Locul doi          | 2015 | Sferturi de finală |
| 1919 | Nu a participat | 1942 | Nu a participat | 1979 | Prima rundă        | 2016 | Locul trei         |
| 1920 | Nu a participat | 1945 | Locul cinci     | 1983 | Prima rundă        | 2019 | Sferturi de finală |
| 1921 | Nu a participat | 1946 | S-a retras      | 1987 | Locul trei         | 2019 | Locul trei         |
| 1922 | Nu a participat | 1947 | Locul opt       | 1989 | Prima rundă        | 2024 | Locul doi          |
| 1923 | Nu a participat | 1949 | Locul opt       | 1991 | Locul patru        |      |                    |
| 1924 | Nu a participat | 1953 | S-a retras      | 1993 | Locul trei         |      |                    |
| 1925 | Nu a participat | 1955 | S-a retras      | 1995 | Locul trei         |      |                    |
| 1926 | Nu a participat | 1956 | S-a retras      | 1997 | Sferturi de finală |      |                    |
| 1927 | Nu a participat | 1957 | Locul cinci     | 1999 | Sferturi de finală |      |                    |
| 1929 | Nu a participat | 1959 | S-a retras      | 2001 | Campioni           |      |                    |
| 1935 | Nu a participat | 1959 | S-a retras      | 2004 | Locul patru        |      |                    |
| 1937 | Nu a participat | 1963 | Locul șapte     | 2007 | Prima rundă        |      |                    |

## Finale
| 2001 | Columbia | 1 - 0 | Mexic | 1975 | Columbia | 1 - 3 | Peru      | 1987 | Columbia | 2 - 1 | Argentina | 2004 | Columbia | 1 - 2 | Uruguay |
|      |          |       |       | 2024 | Columbia | 0 - 1 | Argentina | 1993 | Columbia | 1 - 0 | Ecuador   |      |          |       |         |
|      |          |       |       |      |          |       |           | 1995 | Columbia | 4 - 1 | SUA       |      |          |       |         |
|      |          |       |       |      |          |       |           | 2016 | Columbia | 1 - 0 | SUA       |      |          |       |         |
|      |          |       |       |      |          |       |           | 2021 | Columbia | 3 - 2 | PER       |      |          |       |         |

## Echipament

### Acasă
|      |
| 1938 |

|             |
| 1957 - 1960 |

|             |
| 1960 - 1961 |

|             |
| 1962 - 1965 |

|             |
| 1971 - 1974 |

|             |
| 1975 - 1979 |

|                            |
| Le Coq Sportif 1980 - 1981 |

|             |
| 1982 - 1984 |

|      |
| 1985 |

|                    |
| Adidas 1985 - 1986 |

|           |
| Puma 1987 |

|                    |
| Adidas 1988 - 1989 |

|             |
| Adidas 1990 |

|            |
| Kelme 1991 |

|            |
| Comba 1992 |

|                   |
| Umbro 1993 - 1997 |

|                    |
| Reebok 1998 - 2000 |

|                    |
| Reebok 2001 - 2002 |

|                   |
| Lotto 2003 - 2004 |

|                   |
| Lotto 2004 - 2007 |

|                   |
| Lotto 2007 - 2009 |

|                   |
| Lotto 2009 - 2010 |

|                            |
| Adidas 2011 (preliminarii) |

### Deplasare
|             |
| 1957 - 1960 |

|             |
| 1960 - 1961 |

|             |
| 1962 - 1965 |

|             |
| 1971 - 1974 |

|             |
| 1975 - 1979 |

|                            |
| Le Coq Sportif 1980 - 1981 |

|             |
| 1982 - 1984 |

|      |
| 1985 |

|                    |
| Adidas 1985 - 1986 |

|                    |
| Adidas 1988 - 1989 |

|             |
| Adidas 1990 |

|            |
| Kelme 1991 |

|                   |
| Umbro 1993 - 1997 |

|                    |
| Reebok 1998 - 2000 |

|                    |
| Reebok 2001 - 2002 |

|                   |
| Lotto 2003 - 2004 |

|                   |
| Lotto 2004 - 2007 |

|                   |
| Lotto 2007 - 2009 |

|                   |
| Lotto 2009 - 2010 |

|                            |
| Adidas 2011 (preliminarii) |

## Jucători

### Lot
Următorii 26 de jucători fac parte din lotul convocat pentru Copa América 2024.
Selecții și goluri actualizate după meciul din 25 iunie 2024 cu Paraguay.
| Nr. | Poz. | Jucător                   | Data nașterii (vârsta)         | Selecții | Goluri | Club              |
| --- | ---- | ------------------------- | ------------------------------ | -------- | ------ | ----------------- |
| 1   | P    | David Ospina              | 31 august 1988 (36 de ani)     | 129      | 0      | Atlético Nacional |
| 12  | P    | Camilo Vargas             | 9 martie 1989 (36 de ani)      | 24       | 0      | Atlas             |
| 25  | P    | Álvaro Montero            | 29 martie 1995 (30 de ani)     | 8        | 0      | Millonarios       |
|     |      |                           |                                |          |        |                   |
| 2   | F    | Carlos Cuesta             | 9 martie 1999 (26 de ani)      | 15       | 0      | Genk              |
| 3   | F    | Jhon Lucumí               | 26 iunie 1998 (27 de ani)      | 20       | 0      | Bologna           |
| 4   | F    | Santiago Arias            | 13 ianuarie 1992 (33 de ani)   | 57       | 0      | Bahia             |
| 13  | F    | Yerry Mina                | 24 septembrie 1994 (30 de ani) | 45       | 7      | Cagliari          |
| 17  | F    | Johan Mojica              | 21 august 1992 (32 de ani)     | 26       | 1      | Osasuna           |
| 21  | F    | Daniel Muñoz              | 26 mai 1996 (29 de ani)        | 28       | 2      | Crystal Palace    |
| 23  | F    | Davinson Sánchez          | 12 iunie 1996 (29 de ani)      | 60       | 1      | Galatasaray       |
| 26  | F    | Deiver Machado            | 2 septembrie 1993 (31 de ani)  | 10       | 0      | Lens              |
|     |      |                           |                                |          |        |                   |
| 5   | M    | Kevin Castaño             | 29 septembrie 2000 (24 de ani) | 11       | 0      | Krasnodar         |
| 6   | M    | Richard Ríos              | 2 iunie 2000 (25 de ani)       | 8        | 1      | Palmeiras         |
| 8   | M    | Jorge Carrascal           | 25 mai 1998 (27 de ani)        | 14       | 2      | Dynamo Moscow     |
| 10  | M    | James Rodríguez (căpitan) | 12 iulie 1991 (34 de ani)      | 101      | 27     | São Paulo         |
| 11  | M    | Jhon Arias                | 21 septembrie 1997 (27 de ani) | 16       | 3      | Fluminense        |
| 15  | M    | Mateus Uribe              | 21 martie 1991 (34 de ani)     | 56       | 6      | Al Sadd           |
| 16  | M    | Jefferson Lerma           | 25 octombrie 1994 (30 de ani)  | 44       | 2      | Crystal Palace    |
| 20  | M    | Juan Fernando Quintero    | 18 ianuarie 1993 (32 de ani)   | 36       | 4      | Racing            |
| 22  | M    | Yáser Asprilla            | 19 noiembrie 2003 (21 de ani)  | 5        | 2      | Watford           |
|     |      |                           |                                |          |        |                   |
| 7   | A    | Luis Díaz                 | 13 ianuarie 1997 (28 de ani)   | 50       | 12     | Liverpool         |
| 9   | A    | Miguel Borja              | 26 ianuarie 1993 (32 de ani)   | 28       | 8      | River Plate       |
| 14  | A    | Jhon Durán                | 13 decembrie 2003 (21 de ani)  | 9        | 1      | Aston Villa       |
| 18  | A    | Luis Sinisterra           | 17 iunie 1999 (26 de ani)      | 13       | 4      | Bournemouth       |
| 19  | A    | Rafael Santos Borré       | 15 septembrie 1995 (29 de ani) | 34       | 6      | Internacional     |
| 24  | A    | Jhon Córdoba              | 11 mai 1993 (32 de ani)        | 5        | 2      | Krasnodar         |

### Cei mai selecționați jucători

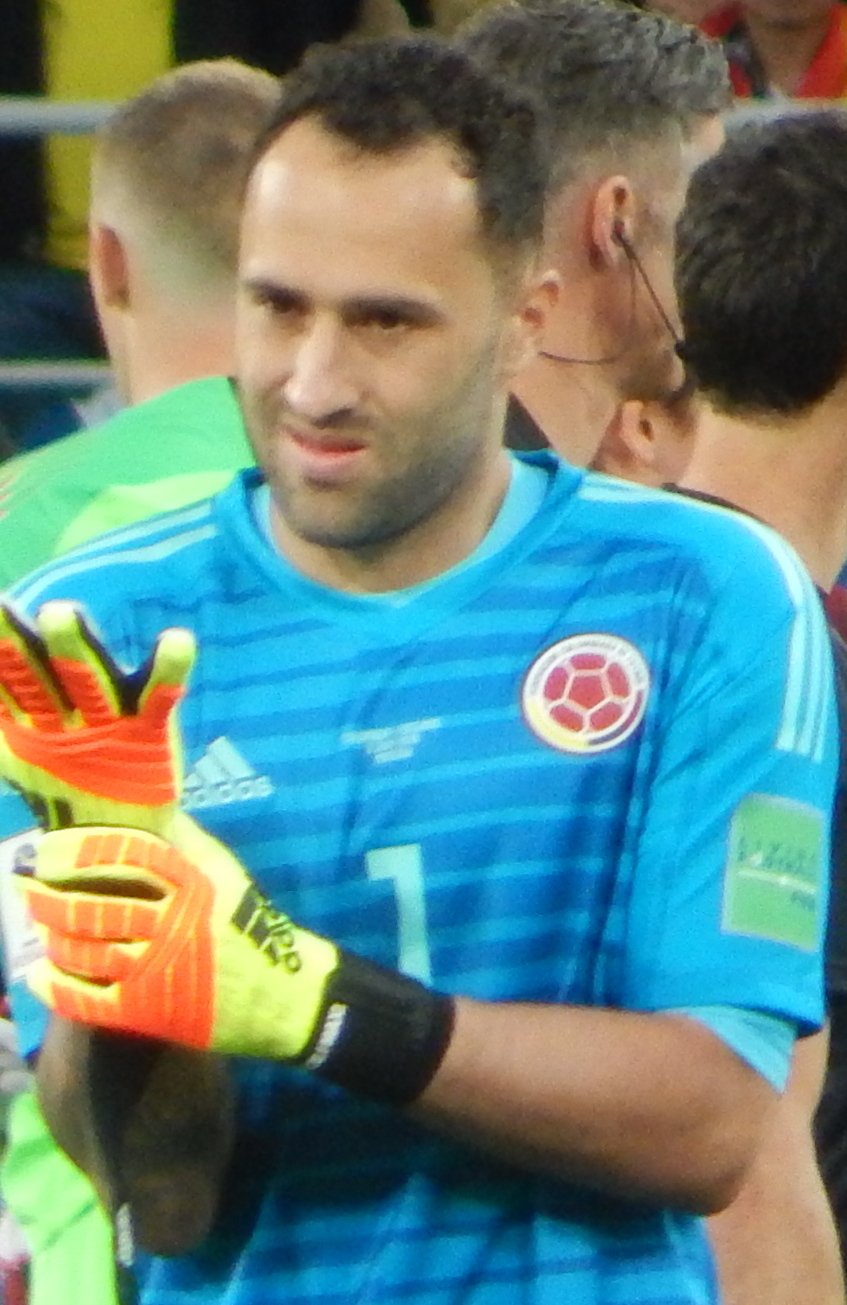
David Ospina este jucătorul cu cele mai multe selecții din Columbia, cu 128 de apariții internaționale.

| #  | Jucător           | Selecții | Goluri | Ani la națională |
| -- | ----------------- | -------- | ------ | ---------------- |
| 1  | David Ospina      | 128      | 0      | 2007–prezent     |
| 2  | Juan Cuadrado     | 116      | 11     | 2010–prezent     |
| 3  | Carlos Valderrama | 111      | 11     | 1985–1998        |
| 4  | James Rodríguez   | 108      | 29     | 2011–prezent     |
| 5  | Radamel Falcao    | 104      | 36     | 2007–2023        |
| 6  | Mario Yepes       | 102      | 6      | 1999–2014        |
| 7  | Leonel Álvarez    | 101      | 1      | 1985–1997        |
| 8  | Carlos Sánchez    | 88       | 0      | 2007–2018        |
| 9  | Freddy Rincón     | 84       | 17     | 1990–2001        |
| 10 | Luis Carlos Perea | 78       | 2      | 1987–1994        |

### Golgeteri

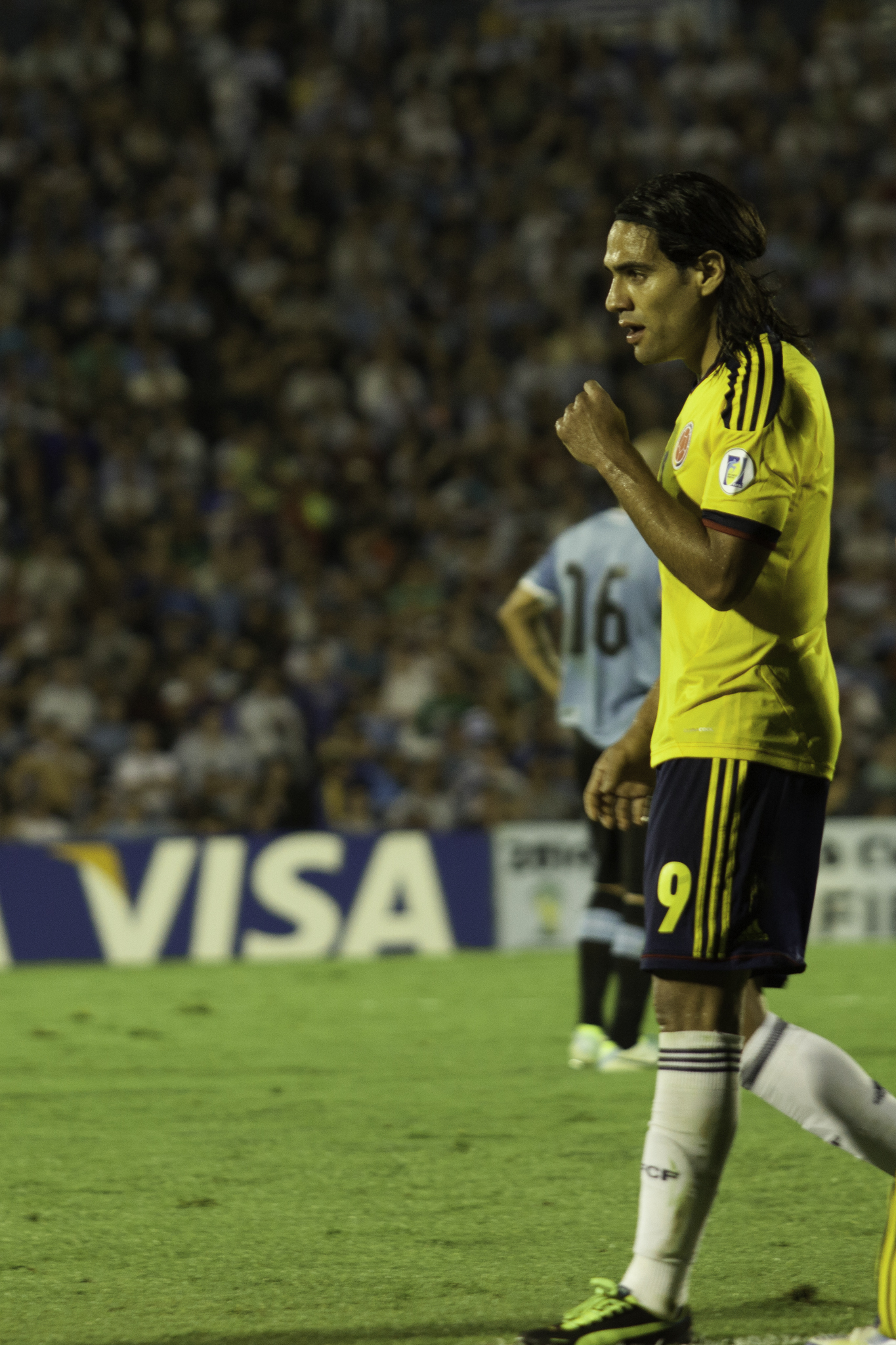
Radamel Falcao este golgheterul Columbiei al tuturor timpurilor cu 36 de goluri.

| #  | Jucător            | Goluri | Selecții | Average | Ani la națională |
| -- | ------------------ | ------ | -------- | ------- | ---------------- |
| 1  | Radamel Falcao     | 36     | 104      | 0.35    | 2007–2023        |
| 2  | James Rodríguez    | 29     | 108      | 0.27    | 2011–prezent     |
| 3  | Arnoldo Iguarán    | 25     | 68       | 0.37    | 1979–1993        |
| 4  | Faustino Asprilla  | 20     | 57       | 0.35    | 1993–2001        |
| 5  | Freddy Rincón      | 17     | 84       | 0.2     | 1990–2001        |
| 6  | Carlos Bacca       | 16     | 52       | 0.31    | 2010–2018        |
| 7  | Teófilo Gutiérrez  | 15     | 51       | 0.29    | 2009–2017        |
| 7  | Luis Díaz          | 15     | 57       | 0.26    | 2018–prezent     |
| 7  | Víctor Aristizábal | 15     | 66       | 0.23    | 1993–2003        |
| 10 | Adolfo Valencia    | 14     | 37       | 0.38    | 1992–1998        |

## Antrenori
| Antrenor                | Din             | Până în         |
| ----------------------- | --------------- | --------------- |
| Alfonso Novoa           | 1938-02-10      | 1938-02-23      |
| Fernando Paternoster    | 1938-08-08      | 1938-08-21      |
| Roberto Meléndez        | 1945-01-21      | 1945-02-21      |
| José Arana Cruz         | 1946-12-09      | 1946-12-20      |
| Lino Taioli             | 1947-12-02      | 1947-12-29      |
| Pedro López             | 1957-03-16      | 1957-04-01      |
| Rafael Orlandi          | 1957-06-16      | 1957-07-07      |
| Adolfo Pedernera        | 1961-02-05      | 1962-06-07      |
| Gabriel Ochoa Uribe     | 1963-03-10      | 1963-03-31      |
| Efraín Sánchez          | 1963-09-01      | 1963-09-04      |
| Antonio Julio de la Hoz | 1965-06-20      | 1965-08-07      |
| Cesar López Fretes      | 1966-11-30      | 1966-12-11      |
| Francisco Zuluaga       | 1968-10-16      | 1969-08-24      |
| Cesar López Fretes      | 1970-05-20      | 1970-05-20      |
| Toza Veselinović        | 1972-03-29      | 1973-07-05      |
| Efraín Sánchez          | 1975-07-20      | 1975-10-28      |
| Blagoje Vidinić         | 1976-10-15      | 1979-09-05      |
| Carlos Bilardo          | 1980-01-05      | 1981-09-13      |
| Efraín Sánchez          | 1983-02-14      | 1984-10-11      |
| Gabriel Ochoa Uribe     | 1985-02-01      | 1985-11-03      |
| Francisco Maturana      | 1987-06-11      | 1990-06-23      |
| Luis Augusto García     | 1991-01-29      | 1991-07-21      |
| Humberto Ortiz          | 1992-07-08      | 1992-08-02      |
| Francisco Maturana      | 1993-02-24      | 1994-06-26      |
| Hernán Darío Gómez      | 1995-01-31      | 1998-06-26      |
| Javier Álvarez          | 1999-02-09      | 1999-11-19      |
| Luis Augusto García     | 2000-02-12      | 2001-04-24      |
| Francisco Maturana      | 2001-06-03      | 2001-11-14      |
| Reynaldo Rueda          | 2002-05-07      | 2002-05-12      |
| Francisco Maturana      | 2002-11-20      | 2003-11-19      |
| Reynaldo Rueda          | 2004-02-18      | noiembrie 2006  |
| Jorge Luis Pinto        | ianuarie 2007   | septembrie 2008 |
| Eduardo Lara Lozano     | septembrie 2008 | noiembrie 2009  |
| Hernán Darío Gómez      | 4 mai 2010      | 2011-08-22      |
| Leonel Álvarez          | 2011-08-25      | 2011-12-14      |
| José Pékerman           | 04.01.2012      | 04.09.2018      |
| Arturo Reyes            | 01.09.2018      | 31.10.2018      |
| Carlos Queiroz          | 07.02.2019      | 02.12.2020      |
| Reinaldo Rueda          | 14.01.2021      | 18.04.2022      |
| Héctor Cárdenas         | 05.06.2022      | 05.06.2022      |
| Néstor Lorenzo          | 24.09.2022      | prezent         |